# Nikolaj Krylenko
Nikolaj Vasiljevič Krylenko (Никола́й Васи́льевич Крыле́нко; 14. května 1885 Bechtějevo – 29. července 1938 Moskva) byl sovětský voják, právník a politik, jeden ze starých bolševiků, kteří se podíleli na komunistickém teroru raných let sovětského režimu a které pak zlikvidovaly stalinské čistky. Krátkou dobu působil v čele vznikající Rudé armády, pro bojové neúspěchy byl však nahrazen profesionálními vojáky. Pak působil na různých postech v sovětském právním systému a stal se lidovým komisařem spravedlnosti a generálním prokurátorem Ruské sovětské federativní socialistické republiky. Byl také sportovním funkcionářem a jeho organizační dílo stojí za úspěchy sovětského šachu od dvacátých let až do konce sovětského režimu.
Krylenko byl představitelem teorie socialistické zákonnosti a názoru, že udílení trestů by mělo být vedeno spíše politickými úvahami než vinou nebo nevinou podle litery zákona. Pracoval na návrhu sovětského trestního zákoníku, což vedlo ke sporu s Andrejem Vyšinským. V roli prokurátora byl Krylenko aktivním účastníkem divadelních procesů a politických represí ve dvacátých letech a začátkem třicátých let, například procesu proti ruskému katolickému kléru v čele s arcibiskupem Janem Cieplakem. Během velké čistky byl v lednu 1938 Krylenko kritizován pro údajně nedostatečnou služební horlivost, odstaven z funkcí a po několika dnech zatčen. Po výslechu a mučení NKVD se přiznal k rozsáhlému zapojení do sabotáží a protisovětské agitace. Byl odsouzen k trestu smrti vojenským kolegiem sovětského nejvyššího soudu v procesu trvajícím 20 minut a popraven ihned poté.

## Život

### Před revolucí
Krylenko se narodil v Bechtějevu ve Smolenské gubernii jako nejstarší ze šesti dětí (dvou synů a čtyř dcer) narozených populistickému revolucionáři, který, když potřeboval peníze na podporu své rostoucí rodiny, se stal výběrčím daní pro carskou vládu.
Nikolaj Krylenko vstoupil roku 1904 do bolševické frakce Ruské sociálně demokratické dělnické strany. Studoval historii a literaturu na Petrohradské univerzitě, kde byl studentům znám jako soudruh Abram. Během ruské revoluce v roce 1905 byl členem krátce existujícího Petrohradského sovětu a členem bolševického petrohradského výboru. V červnu 1906 musel uprchnout z Ruska, ale již v témže roce se vrátil. V roce 1907 byl zatčen carskou tajnou policií a byl propuštěn pro nedostatek důkazů, ale brzy byl bez soudu vyhoštěn do Lublinu.
Krylenko se vrátil do Petrohradu v roce 1909 a dokončil svá studia. V roce 1911 opustil stranu, ale brzy se do ní vrátil. V roce 1912 byl povolán do armády a byl propuštěn do civilu roku 1913 jako druhý poručík. Poté, co pracoval několik měsíců jako asistent redakce Pravdy a měl na starosti styk s bolševickou frakcí v Dumě, byl Krylenko v roce 1913 znovu zatčen a vyhoštěn do Charkova, kde získal právnický titul. Začátkem roku 1914 se Krylenko dozvěděl, že může být znovu zatčen, a uprchl do Rakouska. Po vypuknutí první světové války v srpnu 1914 se musel jako ruský občan přesunout do Švýcarska. V létě roku 1915 ho poslal Vladimír Iljič Lenin zpět do Ruska, aby pomohl znovu vybudovat bolševickou podzemní organizaci. V listopadu 1915 byl Krylenko v Moskvě zatčen, protože nenastoupil do armády, a po několika měsících vězení byl v dubnu 1916 poslán na jihozápadní frontu.

### Rok 1917
Po únorové revoluci roku 1917 a zavedení volených sovětů v ruských ozbrojených silách byl Krylenko zvolen předsedou sovětu svého pluku a poté divizního sovětu. 15. dubna byl zvolen předsedou sovětu 11. armády. Po Leninově návratu do Ruska v dubnu 1917 Krylenko přijal novou bolševickou politiku nesmiřitelné opozice vůči prozatímní vládě. V důsledku toho musel 26. května 1917 rezignovat na svůj post pro nedostatek podpory nebolševických členů armádního sovětu.
V červnu 1917 se Krylenko stal členem bolševické vojenské organizace a byl zvolen delegátem Prvního všeruského sjezdu sovětů. Na sjezdu byl za bolševickou frakci zvolen do stálého Všeruského ústředního výkonného výboru. Krylenko opustil Petrohrad a 2. července zamířil na vrchní velitelství v Mogilevu, ale prozatímní vláda ho tam zatkla poté, co bolševici 4. července zahájili neúspěšné povstání. Byl držen ve vězení v Petrohradě, ale byl propuštěn v polovině září po Kornilovově aféře.
Krylenko se aktivně podílel na přípravě říjnové revoluce 1917 v Petrohradu jako nově zvolený předseda I. sjezdu sovětů severní oblasti a vedoucí člen Vojenského revolučního výboru. 16. října, deset dní před povstáním, oznámil bolševickému ústřednímu výboru, že petrohradští vojáci by v případě povstání podpořili bolševiky. Během bolševického převzetí moci ve dnech 24. a 25. října byl Krylenko jedním z vůdců povstání spolu s Lvem Trockým, Adolfem Joffem a Vladimirem Antonovem-Ovsejenkem.

### Velitel Rudé armády
Na Druhém všeruském sjezdu sovětů 25. října se Krylenko stal lidovým komisařem (ministrem) a členem triumvirátu (s Pavlem Dybenkem a Nikolajem Podvojským) odpovědného za vojenské záležitosti. Na začátku listopadu 1917 (podle juliánského kalendáře), ihned po bolševickém převzetí moci, pomohl Krylenko Trockému potlačit pokus přívrženců prozatímní vlády vedených Alexandrem Kerenským a generálem Pjotrem Krasnovem o znovuopanování Petrohradu.
Poté, co prozatímní vrchní velitel a náčelník generálního štábu generál Nikolaj Duchonin odmítl zahájit mírová jednání s Němci, byl 9. listopadu jmenován vrchním velitelem Krylenko (v této chvíli pouhý praporčík). Ve dnech 12.–13. listopadu zahájil jednání s německou armádou. Krylenko 20. listopadu dorazil na velitelské velitelství v Mogilevu a zatkl generála Duchonina, kterého pak rudí gardisté na Krylenkův podnět napadli bajonety a zastřelili. Po vzniku Rudé armády 15. ledna 1918 (starý kalendář; 28. ledna podle nového kalendáře) byl Krylenko také členem celoruského výboru, který dohlížel na její budování. Uměl být vynikajícím řečníkem, který dokázal přesvědčit nepřátelské davy pouhými slovy. Jeho organizační talent však zaostával daleko za jeho řečnickými schopnostmi.
Krylenko byl aktivním zastáncem politiky demokratizace ruské armády, včetně zrušení podřízenosti, volby důstojníků poddůstojníky a použití propagandy k vítězství nad nepřátelskými jednotkami. Ačkoli Rudá armáda měla počátkem roku 1918 určité úspěchy proti malým a špatně ozbrojeným protibolševickým oddílům, jeho politika se ukázala jako neúspěšná, když německé armády na konci února 1918 po krachu brestlitevských rozhovorů rozdrtily sovětské síly. V té době Bruce Lockhart Krylenka popsal jako „epileptického degenerovaného jedince… a nejodpudivější typ, se kterým jsem se setkal během všech svých styků s bolševiky“.
Po porážkách se Trocký snažil o vytvoření vojenské rady z bývalých ruských generálů, která by fungovala jako poradní orgán Rudé armády. Lenin a bolševický ústřední výbor se 4. března dohodli na vytvoření Nejvyšší vojenské rady, v jejímž čele měl být bývalý šéf carského generálního štábu Michail Bonč-Brujevič. V tu chvíli celé bolševické vedení Rudé armády, včetně lidového komisaře (ministra obrany) Nikolaje Podvojského a Krylenka, důrazně protestovalo a nakonec rezignovalo. Kancelář „vrchního velitele“ byla formálně zrušena sovětskou vládou 13. března a Krylenko byl znovu přidělen do Komisariátu pro spravedlnost.

### Právnická kariéra (1918–1934)
Od května 1918 a do roku 1922 byl Krylenko předsedou Revolučního tribunálu Všeruského ústředního výkonného výboru. Současně působil jako člen kolegia státních zástupců Revolučního tribunálu.
V květnu 1918 Lev Trocký nařídil, aby byl sovětský námořní velitel Alexej Ščastnyj postaven před soud za podněcování sporů. Po soudním projednání, v němž byl Krylenko prokurátorem, předseda soudu, jakýsi Karklin, odsoudil admirála, „k zastřelení během dvaceti čtyř hodin.“ V sále došlo okamžitě k rozruchu, protože Lenin 28. října 1917 trest smrti zrušil. Krylenko však vysvětlil přítomným: „O co vám jde? Popravy byly zrušeny. Ščastnyj se ale nepopravuje; bude zastřelen.“ Rozsudek byl vykonán brzy poté.
Krylenko byl nadšeným zastáncem rudého teroru, třebaže nebyl úplně zajedno s Čekou, a kdysi zvolal: „Musíme popravit nejen viníka. Poprava nevinných na masy zapůsobí ještě více.“
Začátkem roku 1919 byl Krylenko zapojen do sporu s Čekou (sovětskou tajnou policií) a měl prsty v tom, že Čece odebrali právo popravovat lidi bez soudu. V roce 1922 se Krylenko stal zástupcem komisaře spravedlnosti a asistentem generálního prokurátora RSFSR. V této funkci působil jako hlavní žalobce při moskevských divadelních procesech dvacátých let.

### Cieplakův proces
Na jaře 1923 působil Krylenko jako státní zástupce v moskevském divadelním procesu s římskokatolickou hierarchií Sovětského svazu. K obžalovaným patřili arcibiskup Jan Cieplak, monsignore Konstanty Budkiewicz a později blahoslavený Leonid Fjodorov, exarcha ruské řeckokatolické církve.

Podle otce Christophera Lawrence Zuggera 
 Bolševici již zorganizovali několik „divadelních procesů“. Čeka uspořádala „soudní přelíčení proti Petrohradské bojové organizaci“; její nástupce, nový GPU, „soud socialistických revolucionářů“. V těchto a dalších takových fraškách byli obžalovaní nevyhnutelně odsouzeni na smrt nebo k dlouhému vězení na severu. Cieplakův soudní proces byl v té době ukázkovým příkladem bolševické revoluční spravedlnosti. Normální soudní pravidla vůbec revoluční soudy neomezovala; státní zástupce N. V. Krylenko prohlásil, že soudy mohou pošlapat práva jiných tříd než proletariátu. Odvolání od soudu nebylo možné k vyššímu soudu, ale k politickým komisím. Západní pozorovatelé shledali prostředí – velký taneční sál bývalého šlechtického klubu s malovanými anděly na stropě – zcela nevhodným pro tuto vážnou událost. Od soudců ani státních zástupců se nepožadovalo, aby měli právní vzdělání, pouze to správné „revoluční“. To, že samotní soudci ignorovali zřetelné tabule „Zákaz kouření“, zákonnosti nesvědčilo. 

Podle Francise MacCullagha, korespondenta novin New York Herald 
 Krylenko, který začal mluvit v 18.10, byl napřed poměrně umírněný, ale pak rychle zahájil útok na náboženství obecně a katolickou církev zvlášť. „Katolická církev,“ prohlásil, „vždycky vykořisťovala pracující třídy.“ Když žádal arcibiskupovu smrt, řekl „Veškerá jezuitská prohnanost, s jakou jste se hájil, vás neuchrání před trestem smrti. Ani papež ve Vatikánu vás teď nemůže zachránit.“ Jak dlouhý proslov pokračoval, rudý prokurátor se postupně rozvášnil protináboženskou nenávistí. „Vaše náboženství,“ řval, „plivu na něj jako plivu na všechna náboženství – na pravoslavné, židy, mohamedány a všechny ostatní.“ „Tady není žádný zákon než sovětský zákon,“ křičel v jiné pasáži, „a podle tohoto zákona musíte zemřít.“
Arcibiskup Cieplak a monsignore Budkiewicz byli odsouzeni k smrti. Dalších patnáct obžalovaných bylo odsouzeno na dlouhý pobyt na Solovkách. Rozsudky vzbudily velký rozruch v západním světě.

Podle otce Zuggera 
 Vatikán, Německo, Polsko, Velká Británie a Spojené státy vyvinuly ohromné úsilí o záchranu arcibiskupa a jeho kancléře. V Moskvě duchovní[ujasnit] z polského, britského, československého[ujasnit] a italského vyslanectví apelovali na „humanitu“ a Polsko nabídlo výměnu jakéhokoli vězně za záchranu arcibiskupa a monsignora. Konečně byl 29. března arcibiskupův trest změněn na deset let vězení, ... ale monsignore neměl být ušetřen. Opět se objevily výzvy od zahraničních mocností, od západních socialistů a vedoucích církví. Tyto apely nebyly k ničemu: Pravda 30. března v úvodníku uvedla, že tribunál hájil práva dělníků, kteří byli buržoazním systémem po staletí utlačováni pomocí kněží. Prokomunističtí cizinci, kteří se zasadili o tyto dva muže, byli rovněž odsouzeni za „kompromisy s kněžskými služebníky buržoazie“ ... Otec Rutkowski později zaznamenal, že se Budkiewicz bez výhrad odevzdal Boží vůli. Na velikonoční neděli bylo světu řečeno, že monsignore je stále naživu, a papež Pius XI. se veřejně modlil u svatého Petra, aby Sověti ušetřili jeho život. Moskevští představitelé řekli ministrům zahraničí a reportérům, že monsignorův rozsudek je spravedlivý a že Sovětský svaz je suverénní národ, který nepřijme žádné vměšování. V reakci na výzvu rabínů z New Yorku ušetřit Budkiewiczův život napsala Pravda nevybíravý úvodník proti „židovským bankéřům, kteří vládnou světu“, a bez obalu varovala, že Sověti zabijí také židovské odpůrce revoluce. Až 4. dubna konečně vyšla najevo pravda: Monsignore ležel už tři dny v hrobě. Když zpráva dorazila do Říma, papež Pius padl na kolena a s pláčem se modlil za knězovu duši. Aby to bylo ještě horší, kardinál Gasparri právě dočetl přípis od Sovětů, že „všechno postupuje uspokojivě“, když přišel telegram oznamující popravu. 31. března 1923, na bílou sobotu ve 23.30, po týdnu vroucích modliteb a pevně rozhodnut, že je připraven obětovat se za své hříchy, byl monsignore Constantine Budkiewicz vyveden ze své cely a někdy před úsvitem velikonoční neděle střelen zezadu do hlavy na schodech vězení Lubjanka. 

### Lidový komisař spravedlnosti
V roce 1931 se Krylenko stal komisařem spravedlnosti a generálním prokurátorem RSFSR; předsedal divadelním procesům počátku 30. let a byl široce vnímán jako veřejná tvář sovětského soudního systému. Krylenko z funkce generálního prokurátora odstoupil v roce 1932 a byl nahrazen Andrejem Vyšinským. V roce 1933 byl Krylenko vyznamenán Leninovým řádem. V lednu 1933 rozhořčeně kritizoval shovívavost některých sovětských úředníků, kteří nesouhlasili s nechvalně známým „zákonem o pěti uších“: 
Někdy čelíme naprostému odmítnutí uplatnit tento zákon neoblomně. Jeden lidový soudce mi na rovinu řekl, že se nedokáže přimět, aby poslal někoho do vězení za to, že ukradl čtyři uši. Čelíme zde hlubokému předsudku, který ti lidé pijí s mateřským mlékem... pomýlené víře, že lidé mají být souzeni ne podle politických směrnic strany, ale podle jakési „vyšší spravedlnosti“.
V letech 1927 až 1934 byl Krylenko členem Ústřední kontrolní komise Komunistické strany.

### Sportovní funkcionář
Ve 30. letech řídil Krylenko organizace sovětských šachistů, hráčů dámy a horolezců. Byl jedním z průkopníků horolezectví v Pamíru, vedl sovětskou polovinu společné sovětsko-německé expedice v roce 1928 a expedice do východního Pamíru v roce 1931 a na Leninův vrchol v roce 1934. Krylenko použil své pozice k uskutečnění stalinistické linie naprostého ovládnutí a politizace všech oblastí veřejného života: 
Musíme jednou provždy skoncovat s neutralitou šachu. Musíme jednou provždy odsoudit formulku „šachy pro šachy“ podobně jako odsuzujeme „umění pro umění“. Musíme organizovat úderky šachistů a začít okamžitě plnit pětiletku pro šachy.
 Podle britského velmistra Daniela Kinga byla práce Krylenka na propagaci šachů pokračováním jeho role v sovětských protináboženských kampaních: „Bolševické motivy propagace šachů byly ideologické i politické. Doufali, že tato logická a racionální hra může masy zbavit víry v ruskou pravoslavnou církev; ale také chtěli prokázat intelektuální nadřazenost sovětského lidu nad kapitalistickými národy. Jednoduše řečeno, byla to součást světové nadvlády.“ „V případě šachů se trefili do černého: vybavení bylo možno levně vyrobit; turnaje byly relativně snadno organizovatelné; navazovali na existující tradici. Brzy byly šachové kluby v továrnách, na statcích, v armádě... Tento obrovský společenský experiment rychle přinesl ovoce.“
Krylenko organizoval šachový turnaj v Moskvě roku 1925, první velkou mezinárodní šachovou soutěž v Rusku po vzniku komunistického režimu, i další šachové turnaje a v roce 1935 pozval do Sovětského svazu bývalého mistra světa v šachu Emanuela Laskera, který zde pobýval až do roku 1937.

### Teoretik sovětské spravedlnosti
Podle svého švagra Maxe Eastmana byl Krylenko v mládí „laskavý a poetický“, ale „pod Leninovým vlivem“ se zatvrdil, aby se stal „nemilosrdným bolševikem“. Během dvacátých a třicátých let napsal desítky knih a článků na podporu své filozofie „socialistické zákonnosti“.
Podle Krylenka rozhodující roli při rozhodování o rozsudku a trestu před soudem hrají spíše politické úvahy než důkazy. Dále tvrdil, že i přiznání získané mučením je důkazem viny obžalovaného; hmotné důkazy, přesné definice zločinu nebo pravidla vedení soudního procesu nejsou v socialismu potřebné.

Michail Jakubovič, obžalovaný v jednom z divadelních procesů, popsal setkání s Krylenkem po týdnech mučení ze strany OGPU, aby prodiskutoval svůj nadcházející soud: 
Když mi dovolil se posadit, Krylenko řekl: „Nepochybuji, že jste se osobně ničím neprovinil. Oba konáme svou povinnost vůči straně – považoval jsem vás a považuji za komunistu. Budu u procesu prokurátorem; vy potvrdíte svědectví, získaná během vyšetřování. To je naše povinnost vůči straně, vaše a moje. Během procesu mohou vzniknout nepředvídané komplikace. Budu se na vás spoléhat. Kdyby vznikla potřeba, poprosím předsedajícího soudce, aby vám položil dotaz. A vy naleznete správná slova.“
 Krylenko prosazoval své názory na socialistickou zákonnost během práce na dvou návrzích sovětského trestního zákoníku, jednom v roce 1930 a druhém v roce 1934. Krylenkovi oponovali někteří sovětští teoretici včetně sovětského generálního prokurátora Andreje Vyšinského. Podle Vyšinského znamenalo Krylenkovo nepřesné vymezení zločinů a jeho odmítnutí definovat podmínky stanovení trestu právní nestabilitu a svévoli, a proto bylo proti zájmům strany. Jejich debaty bez výsledku pokračovaly po celý rok 1935.
Se začátkem velké čistky po atentátu na Sergeje Kirova 1. prosince 1934 začala Krylenkova hvězda blednout a Stalin začal stále více upřednostňovat Vyšinského. Zejména to byl Vyšinskij a ne Krylenko, kdo vystupoval jako žalobce v prvních dvou vysoce sledovaných moskevských monstrprocesech se starými bolševiky v srpnu 1936 a v lednu 1937. Krylenkův spojenec, marxistický teoretik Jevgenij Pašukanis, byl podroben těžké kritice koncem roku 1936, zatčen v lednu 1937 a zastřelen v září. Krátce po Pašukanisově zatčení byl Krylenko nucen veřejně „přiznat své chyby“ a připustit, že Vyšinskij a jeho spojenci měli naprostou pravdu.

V roce 1936 Krylenko ospravedlnil zahrnutí zákona proti mužské homosexualitě do sovětského trestního zákoníku z roku 1934 jako opatření zaměřené proti podvratné činnosti: 
Kdo tedy jsou většinou naši klienti v takových soudních procesech? Je to pracující třída? Ne! Jsou to beztřídní pobudové. Beztřídní pobudové buď pocházející ze spodiny, anebo ze zbytků vykořisťovatelských tříd. Nemají kam jít. Takže se uchylují k – pederastii. Spolu s tím, vedle toho, pod touto záminkou, se v páchnoucích utajených bordelech děje i další druh činnosti – kontrarevoluční aktivita.

### Pád a poprava
Krylenko byl 20. července 1936 povýšen na komisaře spravedlnosti SSSR a byl přímo zapojen do prvních vln Stalinovy velké čistky mezi lety 1935 a 1938. Na prvním zasedání nově reorganizovaného Nejvyššího sovětu Sovětského svazu v lednu 1938 ho však odsoudil stalinista na vzestupu Mir Džafar Bagirov: 
Soudruh Krylenko se záležitostmi svého komisariátu zabývá jen tu a tam. Ale řídit Komisariát spravedlnosti, k tomu je zapotřebí značná iniciativa a vážné zaujetí. Zatímco soudruh Krylenko dříve věnoval hodně času šplhání po horách a cestování, a teď věnuje hodně času hraní šachů... Potřebujeme vědět, s kým v případě soudruha Krylenka jednáme – s komisařem spravedlnosti? nebo s horolezcem? Nevím, co si soudruh Krylenko myslí sám o sobě, ale nepochybně je špatný lidový komisař.
 Útok byl předem pečlivě připraven a Molotov ho podpořil. V reakci na to Stalin 19. ledna 1938 odvolal Krylenka z jeho pozice a na jeho místo jako náhradníka jmenoval N. M. Ryčkova. Krylenko a jeho rodina opustili Kreml a odcestovali na svou daču mimo Moskvu. Večer 31. ledna 1938 Krylenko dostal telefonát od Josifa Stalina, který mu řekl: „Nezlob se. Věříme ti. Pokračuj v práci na novém právním řádu, kterou jsi dostal.“ Telefonát Krylenka uklidnil, ale později toho večera byl jeho dům přepaden jednotkou NKVD. Krylenko a jeho rodina byli zatčeni.
Po třech dnech výslechů a mučení NKVD se Krylenko „přiznal“, že je „sabotérem“ od roku 1930. 3. dubna doplnil prohlášení, že byl Leninovým nepřítelem před říjnovou revolucí. Během svého posledního výslechu 28. června 1938 Krylenko jmenoval třicet úředníků Komisariátu spravedlnosti, které měl údajně najmout do protisovětského spiknutí.
Nikolaj Krylenko byl 29. července 1938 souzen Vojenským kolegiem sovětského Nejvyššího soudu. Podle Krylenkových vlastních teorií socialistické legality byl rozsudek a trest rozhodnut předem. Soud trval jen dvacet minut, dost dlouho na to, aby Krylenko stáhl svá falešná přiznání. Poté, co byl shledán vinným, byl odveden a okamžitě střelen zezadu do hlavy.

### Dědictví
Důstojník NKVD, který vynutil Krylenkovo svědectví, jakýsi Kogan, pravděpodobně kapitán Lazar V. Kogan, který také vyslýchal Nikolaje Bucharina a Genricha Jagodu, byl zastřelen v roce 1939 (pravděpodobně 2. března) za „protisovětskou aktivitu“. Krylenkův rozsudek byl jedním z prvních anulovaných sovětským státem v roce 1955 během chruščevovské oblevy.
Krylenkova bývalá manželka a také stará bolševička Jelena Rozmirovičová přežila čistku tak, že na sebe neupozorňovala a pracovala ve stranických archivech. Jeho sestra Jelena Krylenková pracovala pro Maxima Litvinova na ministerstvu zahraničních věcí, ačkoli nikdy nebyla členkou strany. V roce 1924 se rozhodla opustit Rusko s americkým spisovatelem Maxem Eastmanem (který byl v Rusku téměř dva roky, zkoumal a psal životopis Trockého). Aby mohla odejít, Litvinov souhlasil s tím, že ji bude vydávat za členku své delegace, když bude cestovat do Londýna na mezinárodní konferenci. Nemohla však opustit delegaci a zůstat ve svobodné zemi bez pasu, který by jí bolševici nedali. Takže v hodinách před odjezdem se ona a Max Eastman vzali. Když v roce 1956 zemřela, byli stále svoji a žili v Americe. Unikla tak čistkám.
Od pádu Sovětského svazu odmítli ruští prezidenti Boris Jelcin a Vladimir Putin změnit právní systém vytvořený Nikolajem Krylenkem.
Krylenko také vytvořil to, čemu se později říkalo „sovětský šachový stroj“, který umožnil sovětským velmistrům ovládnout mistrovství světa v šachu po většinu zbytku 20. století a vytvořil řadu šachových mistrů světa zahrnující Michaila Botvinnika, Vasilije Smyslova, Michaila Tala, Tigrana Petrosjana, Borise Spasského, Anatolije Karpova a Garryho Kasparova.